# Rodrigo Murray
Rodrigo Murray Prisant (Ciudad de México, 24 de julio de 1969), es un actor y conductor de televisión mexicano.
Es conocido por haber sido el conductor titular de los programas de concursos de Doble cara y Password: La palabra secreta de la empresa TV Azteca.

## Biografía y carrera
Murray nace en la Ciudad de México el 24 de julio de 1969. Es hijo del actor Guillermo Murray. Desde pequeño quería ser doctor, carrera que decidió dejar por la actuación.
Comienza su carrera artística en los 90 haciendo pequeños roles en cine en las películas de La negra flor y Parejas para después ingresar dentro de la empresa TV Azteca haciendo su debut en la telenovela de Demasiado corazón.
Años después realiza participaciones en otras telenovelas de esta misma cadena como lo fueron La heredera al lado de Silvia Navarro y Sergio Basáñez, y la serie Línea nocturna en donde interpreto a 'Raúl', así como también en el ámbito cinematográfico hizo participaciones en películas como Amores perros, Encrucijada, El viaje de la nonna entre otras más.
Del 2006 hasta el 2013 debuta como el conductor titular de los programas de concursos Doble cara y Password y así convirtiéndose en unos de los conductores mas conocidos y populares de la empresa de TV Azteca, y con los cuales tuvo mucho éxito total.
Para el 2016 ingresa a las filas de Televisa con la telenovela Despertar contigo producción de Pedro Damián en donde interpreta a 'Eligio Vallejo' compartiendo créditos con Ela Velden, Daniel Arenas y Aura Cristina Geithner.
En 2018 nuevamente por segunda ocasión trabaja al lado de Pedro Damián, en la telenovela juvenil de Like, compartiendo escena con Gabriela Zamora, Victor Varona y otros actores más. En 2019 obtiene el papel estelar antagónico en la telenovela Medicos, línea de vida producida por José Alberto Castro y donde dio vida a 'René' al lado de Livia Brito, Daniel Arenas, Grettell Valdez, Rodolfo Salas, Erika de la Rosa y José Elías Moreno.
Actualmente actúa y es parte del elenco de la serie de comedia Renta congelada al lado de Patricia Manterola, Juan Diego Covarrubias y Regina Blandón (en la primera temporada que se estrenó en 2017) que después en otra segunda temporada que se estreno en 2020 fueron reemplazados por José Eduardo Derbez y Adriana Montes de Oca.

## Filmografía

### Telenovelas
- La mujer de mi vida (2024) - Pedro Magnetti[8]
- Minas de pasión (2023-2024) - Adalberto Quintana[9]
- Vencer la ausencia (2022) - Homero Funes #2
- Médicos, línea de vida (2019-2020) - René Castillo[10]
- Por amar sin ley (2019) - Mariano Aguirre
- Like (2018-2019) - Armando "El Güero" Gil[11]
- La jefa del campeón (2018) - Armando "El Güero" Gil (cameo)
- Despertar contigo (2016-2017) - Eligio Vallejo
- Señorita Pólvora (2015) - Rafael Ortiz
- La heredera (2004-205) - Alonso
- Demasiado corazón (1997) - Porfirio

### Series de televisión
- Está libre (2024)[12]
- Chavorrucos (2023) - Andrés[13]
- El Junior: El Mirrey de los Capos (2023) - Ramón Carvajal[14]
- Horario estelar (2023) - Marcos Piñero[15]
- Pena ajena (2022) - Miguel[16]
- Armas de mujer (2022) - Anselmo Zuazo[17]
- Esta historia me suena (2021)
- Renta congelada (2017-) - Federico Fernando Gómez Noroña, Fabián
- La hermandad (2016) - Florencio
- Drenaje profundo (2010-2011) - Erik Morales
- Password: La palabra secreta (2010) - Él mismo de conductor
- Doble cara (2006/2010-2013) - Él mismo de conductor
- Noche en la ciudad (2009) - Él mismo de conductor
- Línea nocturna (2006) - Raúl Mendizabal
- Cuentos de Pelos

### Cine
- Harry Potter y el prisionero de Azkaban (2004) - Remus Lupin (voz)
- The Mongolian Conspiracy (2017) - Miraflores
- El último aliento (2017) - Juan
- Te juro que yo no fui (2017) -  /
- El cumple de la abuela (2015) - Gerardo
- Cantinflas (2014) - Jorge Mondragón
- Me late chocolate (2013) - Ballesteros
- Todas mías (2012) - Dagoberto
- Redención (2010) - Gerardo
- Desafío (2010) - Harry
- Crónicas chilangas (2009) - Fabián
- Lokas (2008) - Fabio
- El viaje de la nonna (2007) - Luigi
- Las vecinas (2006) - Steven Sánchez
- Un mundo maravilloso (2006) Papá ejemplar
- Conejo en la luna (2004) - Alfredo
- Encrucijada (2003) - Mephisto
- Todo el poder (2000) - Martín
- Amores perros (2000) - Gustavo
- Parejas (1996) -   /
- La negra flor (1991) -  /